# Yberg (Adelsgeschlecht)

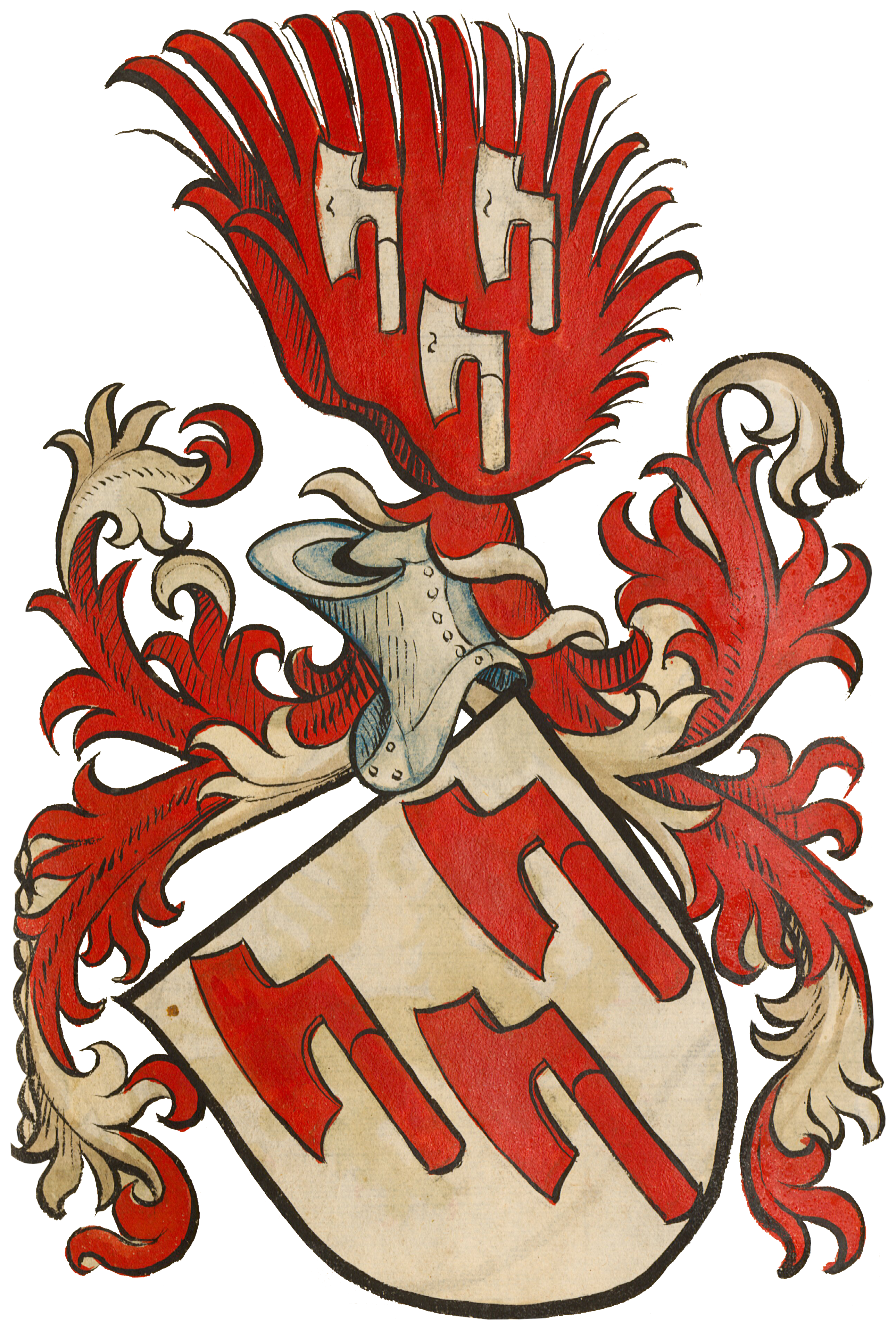
Wappen des Hauses Yberg

Das Haus Yberg ist ein altes schwäbisches Adelsgeschlecht aus dem Niederadel, welches vom 14. bis 17. Jahrhundert bestand. Sie waren verwandt mit den Truchseß von Stetten.

## Geschichte
Die Yburg über dem Ort Stetten soll dem Geschlecht seinen Namen gegeben haben. Der Ursprung ist ungeklärt.
Angesichts ihrer eher bescheidenen adligen Herkunft als Edelknechte konnten die Yberg zum Teil beachtliche Erfolge an hochadligen Höfen erringen. Die zeitweise umfangreichen Kreditgeschäfte beruhten auf der Grundlage stabiler Beziehungen vor allem zur Herrschaft Württemberg.
Als Mitglied in der Adelsgesellschaft „Gesellschaft im Leitbracken“ und Turnierteilnehmer wurde Anselm (II.) in Turnierbüchern und in Wappenbüchern verzeichnet. Dadurch wurde der anscheinend nicht immer unumstrittene Status der Yberg manifestiert und vor allem langfristig fixiert.

### Ursprung
Die in das Jahr 1330 fallende Erwähnung des Geschlechts, als ein Siegfried von Yberg die Herrschaft Ebersberg mit der gleichnamigen Burg bei Backnang als Pfand erworben haben soll, ist ungesichert. Der erste gesicherte Nachweis stammt von 1351, als ein Ibergen als Gläubiger Ulrichs (III.) von Rechberg († 1364) erwähnt wird. Als erste namentlich genannte Angehörige des Geschlechts werden schließlich die Brüder Heinrich (I.) und Ulrich 1355 fassbar. Damals erlaubte ihnen der Landkomtur der Deutschordensballei Franken Mangold von Brandis auf Lebenszeit eine Messpfründe zu verleihen. Die Brüder hatten die Pfründe in der neben der Burg Altwinnenden gelegenen Kapelle gestiftet.
Der Name des Geschlechts lässt sich etymologisch von Eibe(nberg), mittelhoch-deutsch „îwe“, ableiten. Es finden sich im 14. und 15. Jahrhundert die Varianten „Iberg“ oder eben „Yberg“. Als eine Auswirkung der frühneuhochdeutschen Diphthongierung entstand die im 16. Jahrhundert sich immer mehr verbreitende Form „Eyberg“. Da das Geschlecht offenbar wenig bekannt war, wurde sein Name bis zur Unkenntlichkeit verändert (z. B. Urberg) oder es wurde mit anderen Geschlechtern verwechselt (z. B. Enzberg).
Da es in Stetten im Remstal eine Burg gibt, die heute Yburg genannt wird, und die Familie Yberg einen Teil des Ortes besaß, wurde ihr Ursprung schon früh dort verortet. Verwandtschaftliche Beziehungen der Yberg zu den Truchsessen sind eindeutig nachweisbar. Der Yberger Heinrich (II.) war mit einer Truchsessin Elisabeth von Stetten verheiratet gewesen. Damit lässt sich ybergischer Besitz in Stetten und die gegenseitige Bezeichnung der Angehörigen als Cousins beziehungsweise Vettern erklären. Die Ehe eines Yberg mit einer Angehörigen der Truchsessen von Stetten schließt jedoch eine allzu nahe Verwandtschaft der beiden Personen aus.
Die Ermittlung des Herkommens der Familie wird dadurch erschwert, dass es im südwestdeutschen und angrenzenden Raum mehrere Adelsfamilien mit Namen Iberg oder Yberg gab.

### Verbreitung

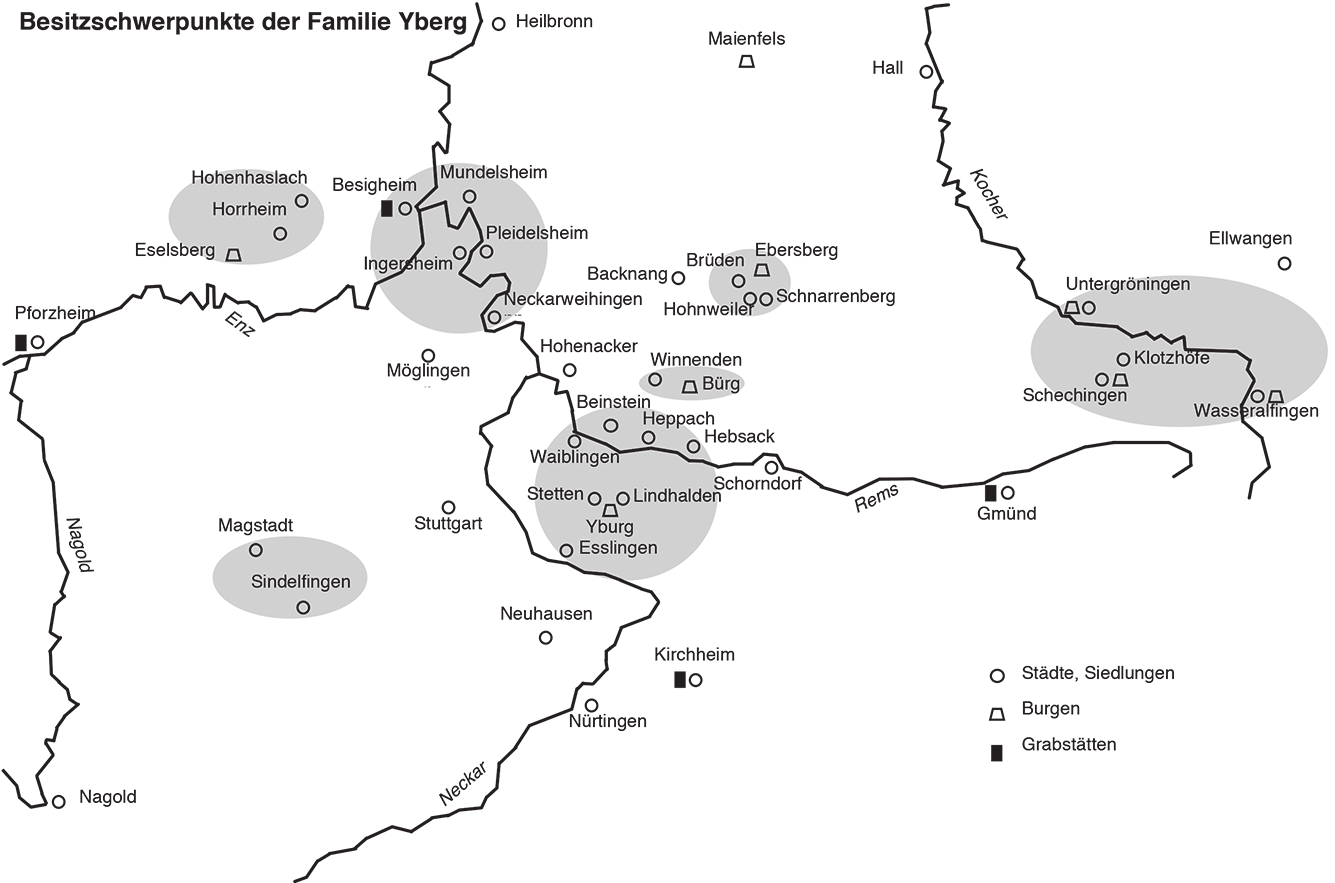
Besitzschwerpunkte der Familie

Ihr territorialer Schwerpunkt verschob sich in der Mitte des 15. Jahrhunderts vom Remstal nach Besigheim, später nach Pforzheim. Schließlich hatte im 17. Jahrhundert der letzte Angehörige seinen Sitz in Kirchheim unter Teck.

### Besitzungen
Die Yberg hatten mehrmals Besitzungen der Urbach (durch Kauf) übernommen, so 1429 den Laienzehnten von Hebsack oder 1442 die Stadt Mundelsheim und auch den 1445 erworbenen Abtshof in Ingersheim.
Durch Heinrichs Hochzeit mit einer Angehörigen der Truchsessen von Stetten kam ein Teil Stettens in den Besitz der Familie.
Auch die Frage, ob die Yburg Stammsitz war, ist ungeklärt. Sie entstand vielleicht im ersten Viertel des 15. Jahrhunderts. Bei ihr stand offenbar weniger der „Verteidigungscharakter“ als der „Wohn- und Repräsentationscharakter“ im Vordergrund. Vermutlich diente sie eher als „Jagdschloß oder Landhaus“. Erstmals gesichert genannt wird die Yburg anlässlich ihres Verkaufs durch Württemberg an die Truchsessen von Stetten 1490 als Schlößlen zu Stetten am Berg. 1598 ist statt Yburg lediglich die Rede von dem Ober Schlößlin oder Hauß ob dem Dorff. Auf der Forstkarte von Andreas Kieser ist sie mit Ober-Stetten bezeichnet (1684). 1760 wird sie als das uhralte Schlößlen benannt. Erstmals 1798 taucht als Bezeichnung für das Gebäude der Name Iberg auf. Auf 1812 schließlich datiert der erste Nachweis des Begriffs Yburg. Da die Truchsessen von Stetten ihr Schloss im Ort durchgehend vom Ende des 14. Jahrhunderts bis 1508 besaßen, liegt daher die Erwägung nahe, dass die Yberg gemäß ihrer bedeutenden Stellung im Ort gleichfalls über einen repräsentativen Sitz, eben die später Yburg genannte Burg verfügten.

## Persönlichkeiten (Auswahl)

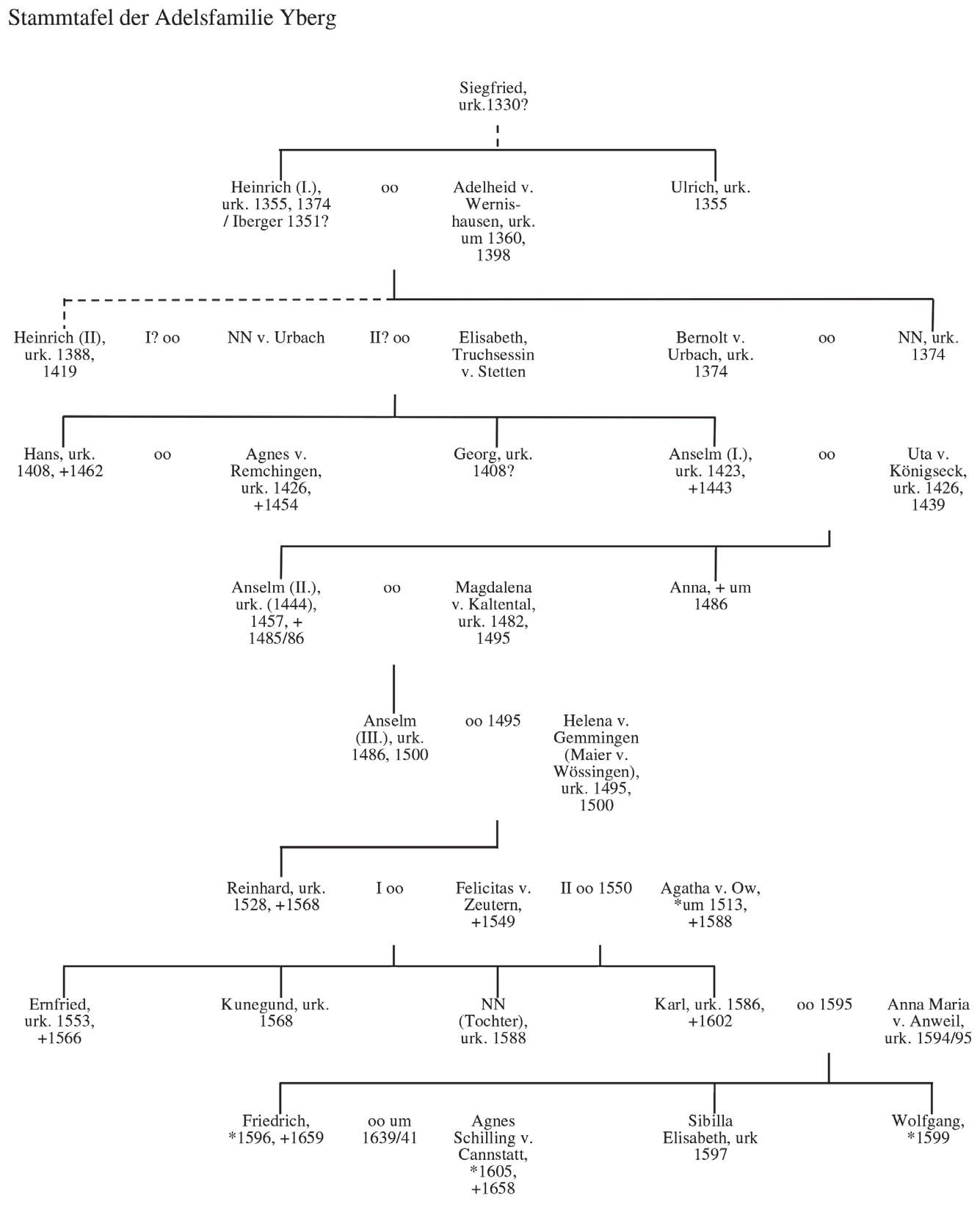
Stammtafel der Familie

- Anselm (II.) (* 1444; † 1485/1486): Mitglied der „Gesellschaft im Leitbracken“
- Friedrich (* 1596; † 1659): Mit seinem Tod endete die männliche Linie

## Wappen
Das Wappenbild wurde zuerst durch Siegelabdrücke überliefert. Die Yberg führten als Wappen je nach Interpretation zwei gekreuzte Spaten (Schoren) oder Ruder. In dem Scheiblerschen Wappenbuch (um 1450–1480), ist mit drei Beilen (Barten), ein weiteres Motiv nachweisbar. Die Wappenfarben (Rot, Silber bzw. Weiß) sind gleichfalls durch Wappenbücher aus dem 15. Jahrhundert überliefert. Die Wappenbeschreibung lautet: „zwei sich kreuzende, nach oben gerichtete silberne Schoren (oder Ruder) auf rotem Grund.“

Varianten des Wappens/Siegels
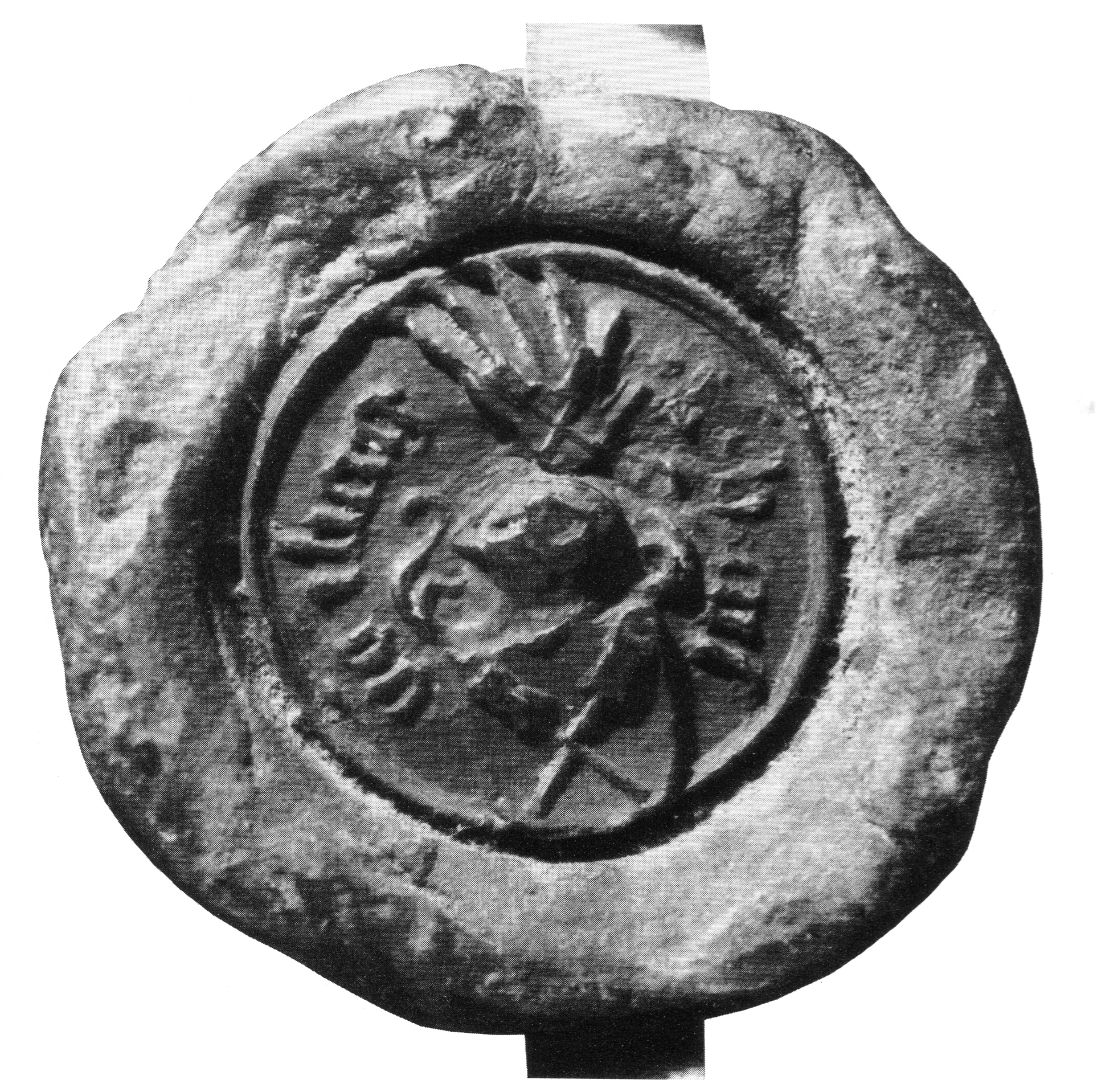
Siegel
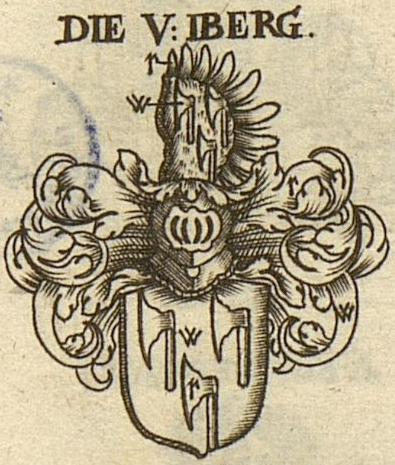
Erneuertes und vermehrtes Teutsches Wappenbuch
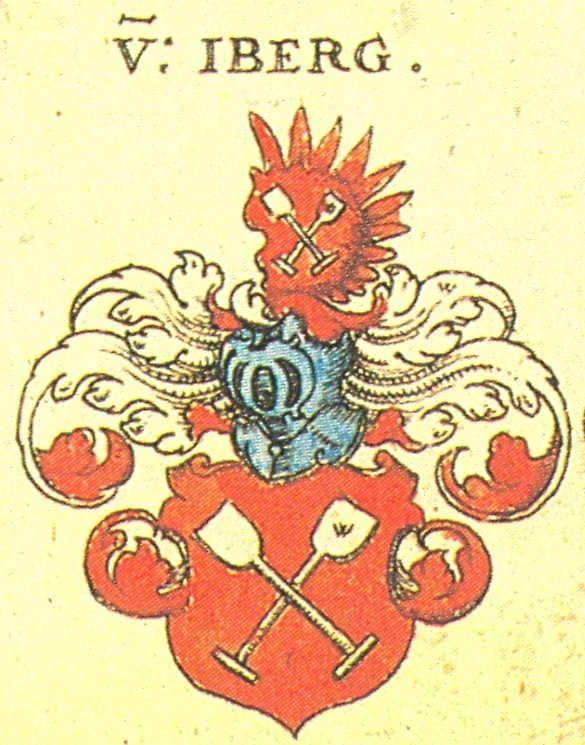
Siebmachers Wappenbuch von 1605
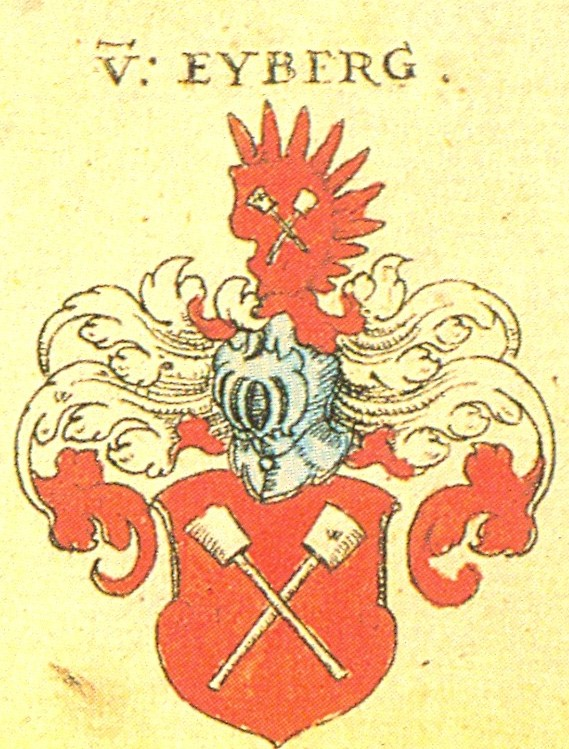
Siebmachers Wappenbuch von 1605
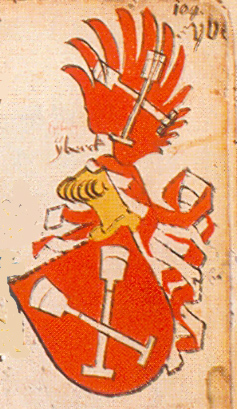
Ingeram-Codex
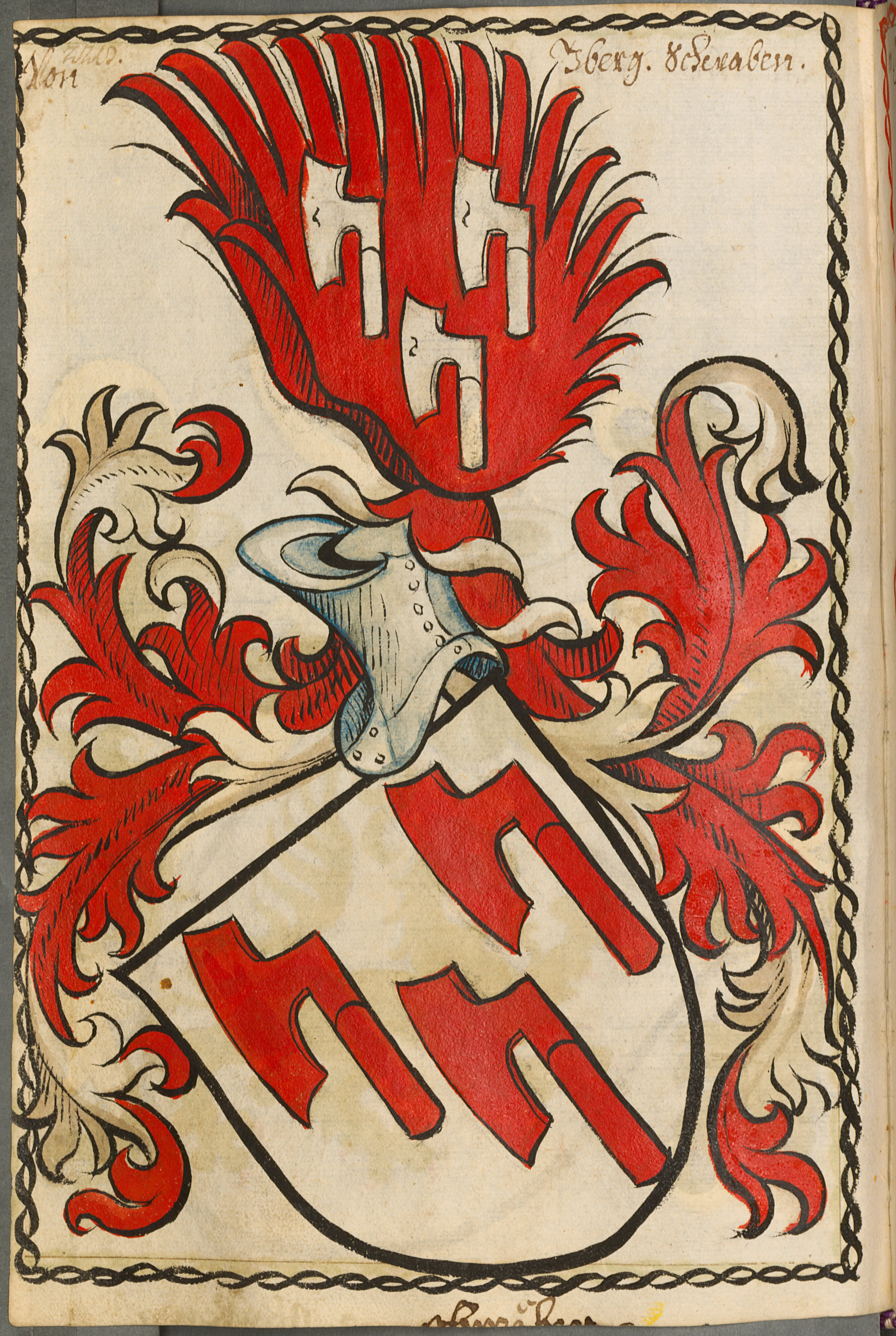
Scheiblersches Wappenbuch